# Relais 4 × 100 mètres masculin aux Jeux olympiques d'été de 2008 (athlétisme)
Navigation
Athènes 2004 Londres 2012
L'épreuve du relais 4 × 100 mètres masculin aux Jeux olympiques de 2008 a eu lieu le 21 pour les séries et le 22 août 2008 pour la finale, dans le Stade national de Pékin.

## Records
Avant cette compétition, les records dans cette discipline étaient les suivants :
| Record du monde  | 37 s 40 | Marsh-Burrell-Mitchell-Lewis Drummond-Cason-Mitchell-Burrell | États-Unis | 8 août 1992 21 août 1993 | Barcelone Stuttgart |
| Record olympique | 37 s 40 | Marsh-Burrell-Mitchell-Lewis                                 | États-Unis | 8 août 1992              | Barcelone           |

## Médaillés
| Or                                                 | Argent                                    | Bronze                                 |
| Trinité-et-Tobago Bledman-Burns-Callander-Thompson | Japon Tsukahara-Suetsugu-Takahira-Asahara | Brésil de Lima-Viana-de Barros-Moreira |

Le relais jamaïcain remporte la finale en 2008. Ce dernier sera disqualifié en 2017 après un contrôle positif de Nesta Carter à la méthylhexanamine ; le relais de Trinité-et-Tobago reçoit sa médaille d'or en juillet 2022, soit 14 ans après.

## Résultats

### Finale (22 août)
| Rang | Pays              | Athlète                                                                   | Temps                              |
| ---- | ----------------- | ------------------------------------------------------------------------- | ---------------------------------- |
| 1    | Trinité-et-Tobago | Keston Bledman Marc Burns Emmanuel Callander Richard Thompson             | 38 s 06                            |
| 2    | Japon             | Naoki Tsukahara Shingo Suetsugu Shinji Takahira Nobuharu Asahara          | 38 s 15 (SB)                       |
| 3    | Brésil            | Vicente Lenílson de Lima Sandro Viana Bruno de Barros José Carlos Moreira | 38 s 24 (SB)                       |
| 4    | Allemagne         | Tobias Unger Till Helmke Alexander Kosenkow Martin Keller                 | 38 s 58                            |
| 5    | Canada            | Hank Palmer Anson Henry Jared Connaughton Pierre Browne                   | 38 s 66 (SB)                       |
| 6    | Pays-Bas          | Maarten Heisen Guus Hoogmoed Patrick van Luijk Caimin Douglas             | 45 s 81                            |
| DQ   | Chine             | Wen Yongyi Zhang Peimeng Lu Bin Hu Kai                                    | disqualifiée                       |
| DQ   | Jamaïque          | Nesta Carter Michael Frater Usain Bolt Asafa Powell                       | 37 s 10 (RM) disqualifiée en 2017, |

### Séries (21 août)
Il y a eu deux séries. Les trois premiers de chaque course et les deux meilleurs temps se sont qualifiés pour la finale.
| Rang | Pays              | Athlète                                                          | Temps          |
| ---- | ----------------- | ---------------------------------------------------------------- | -------------- |
| 1    | Trinité-et-Tobago | Keston Bledman Marc Burns Aaron Armstrong Richard Thompson       | 38 s 26 Q      |
| 2    | Japon             | Naoki Tsukahara Shingo Suetsugu Shinji Takahira Nobuharu Asahara | 38 s 52 Q (SB) |
| 3    | Pays-Bas          | Maarten Heisen Guus Hoogmoed Patrick van Luijk Caimin Douglas    | 38 s 87 Q (SB) |
| 4    | Brésil            | José Carlos Moreira Bruno de Barros Vicente de Lima Sandro Viana | 39 s 01 q      |
|      | Afrique du Sud    | Hannes Dreyer Leigh Julius Kagisho Kumbane Thuso Mpuang          | abandon        |
|      | États-Unis        | Rodney Martin Travis Padgett Darvis Patton Tyson Gay             | abandon        |
|      | Nigeria           | Onyeabor Ngwagogu Obinna Metu Chinedu Oriala Uchenna Emedolu     | abandon        |
|      | Pologne           | Marcin Nowak Lukasz Chyla Marcin Jedrusinski Dariusz Kuc         | abandon        |

| Rang | Pays        | Athlète                                                                           | Temps          |
| ---- | ----------- | --------------------------------------------------------------------------------- | -------------- |
| 1    | Jamaïque    | Dwight Thomas Michael Frater Nesta Carter Asafa Powell                            | 38 s 31 Q (SB) |
| 2    | Canada      | Hank Palmer Anson Henry Jared Connaughton Pierre Browne                           | 38 s 77 Q      |
| 3    | Allemagne   | Tobias Unger Till Helmke Alexander Kosenkow Martin Keller                         | 38 s 93 Q      |
| 4    | Chine       | Yongyi Wen Peimeng Zhang Bin Lu Kai Hu                                            | 39 s 13 q      |
| 5    | Thaïlande   | Apinan Sukaphai Siriro Darasuriyong Sompote Suwannarangsri Sittichai Suwonprateep | 39 s 40        |
| 6    | France      | Yannick Lesourd Martial Mbandjock Manuel Reynaert Samuel Coco-Viloin              | 39 s 53        |
|      | Royaume-Uni | Simeon Williamson Tyrone Edgar Marlon Devonish Craig Pickering                    | disqualifié    |
|      | Italie      | Fabio Cerutti Simone Collio Emanuele Di Gregorio Jacques Riparelli                | disqualifié    |

## Légende
Records et Performances
- AR : Record continental (area record)
- CR : Record des championnats (championship record)
- MR : Record du meeting (meet record)
- NR : Record national (national record)
- OR : Record olympique (olympic record)
- PR : Record paralympique (paralympic record)
- PB : Record personnel (personal best)
- SB : Meilleure performance personnelle de la saison (season's best)
- WL : Meilleure performance mondiale de l'année (world leader)
- WJR : Record du monde junior (world junior record)
- WR : Record du monde (world record)

Circonstances et Conditions
- DNF : N'a pas terminé (did not finish)
- DNS : N'a pas pris le départ (did not start)
- DQ : Disqualification (disqualification)
- NM : Aucun essai valable enregistré (No Mark)
- Q : Qualifié « directement » au prochain tour (ou à la prochaine compétition), lors d'une compétition majeure, grâce au classement ou à la réalisation des minima (automatic qualifier)
- q : Qualifié au prochain tour (ou à la prochaine compétition), lors d'une compétition majeure, grâce au repêchage ou à la réalisation de l'une des meilleures performances parmi celles des « non qualifiés directement » (grâce au meilleur temps ou à la meilleure distance par exemple) (secondary qualifier)